# Grande Prêmio das Américas de Motovelocidade
O Grande Prêmio  das Américas de MotoGP é um evento motociclístico que faz parte do mundial de MotoGP, desde 2013.

## Vencedores do Grande Prêmio das Américas
| Ano  | Pista | Moto3                                   | Moto3                                   | Moto2                                   | Moto2                                   | MotoGP                                  | MotoGP                                  | Resumo                                  |
| Ano  | Pista | Piloto                                  | Moto                                    | Piloto                                  | Moto                                    | Piloto                                  | Moto                                    | Resumo                                  |
| ---- | ----- | --------------------------------------- | --------------------------------------- | --------------------------------------- | --------------------------------------- | --------------------------------------- | --------------------------------------- | --------------------------------------- |
| 2024 | COTA  | David Alonso                            | CFMoto                                  | Sergio García                           | Boscoscuro                              | Maverick Viñales                        | Aprilia                                 | Detalhes                                |
| 2023 | COTA  | Iván Ortolá                             | KTM                                     | Pedro Acosta                            | Kalex                                   | Álex Rins                               | Honda                                   | Detalhes                                |
| 2022 | COTA  | Jaume Masià                             | KTM                                     | Tony Arbolino                           | Kalex                                   | Enea Bastianini                         | Ducati                                  | Detalhes                                |
| 2021 | COTA  | Izan Guevara                            | Gas Gas                                 | Raúl Fernández                          | Kalex                                   | Marc Márquez                            | Honda                                   | Detalhes                                |
| 2020 | COTA  | Cancelada devido à Pandemia de COVID-19 | Cancelada devido à Pandemia de COVID-19 | Cancelada devido à Pandemia de COVID-19 | Cancelada devido à Pandemia de COVID-19 | Cancelada devido à Pandemia de COVID-19 | Cancelada devido à Pandemia de COVID-19 | Cancelada devido à Pandemia de COVID-19 |
| 2019 | COTA  | Arón Canet                              | KTM                                     | Thomas Lüthi                            | Kalex                                   | Álex Rins                               | Suzuki                                  | Detalhes                                |
| 2018 | COTA  | Jorge Martín                            | Honda                                   | Francesco Bagnaia                       | Kalex                                   | Marc Márquez                            | Honda                                   | Detalhes                                |
| 2017 | COTA  | Romano Fenati                           | Honda                                   | Franco Morbidelli                       | Kalex                                   | Marc Márquez                            | Honda                                   | Detalhes                                |
| 2016 | COTA  | Romano Fenati                           | KTM                                     | Álex Rins                               | Kalex                                   | Marc Márquez                            | Honda                                   | Detalhes                                |
| 2015 | COTA  | Danny Kent                              | Honda                                   | Sam Lowes                               | Speed Up                                | Marc Márquez                            | Honda                                   | Detalhes                                |
| 2014 | COTA  | Jack Miller                             | KTM                                     | Maverick Viñales                        | Kalex                                   | Marc Márquez                            | Honda                                   | Detalhes                                |
| 2013 | COTA  | Álex Rins                               | KTM                                     | Nicolás Terol                           | Suter                                   | Marc Márquez                            | Honda                                   | Detalhes                                |

### Pilotos com mais vitórias
| # Vit | Piloto           | vitórias  | vitórias                                 |
| # Vit | Piloto           | Categoria | Anos                                     |
| ----- | ---------------- | --------- | ---------------------------------------- |
| 7     | Marc Márquez     | MotoGP    | 2013, 2014, 2015, 2016, 2017, 2018, 2021 |
| 4     | Álex Rins        | MotoGP    | 2019, 2023                               |
| 4     | Álex Rins        | Moto2     | 2016                                     |
| 4     | Álex Rins        | Moto3     | 2013                                     |
| 2     | Romano Fenati    | Moto3     | 2016, 2017                               |
| 2     | Maverick Viñales | MotoGP    | 2024                                     |
| 2     | Maverick Viñales | Moto3     | 2014                                     |

### Construtores com mais vitórias
| # Vit | Construtor | Vitórias  | Vitórias                                       |
| # Vit | Construtor | Categoria | Anos                                           |
| ----- | ---------- | --------- | ---------------------------------------------- |
| 11    | Honda      | MotoGP    | 2013, 2014, 2015, 2016, 2017, 2018, 2021, 2023 |
| 11    | Honda      | Moto3     | 2015, 2017, 2018                               |
| 8     | Kalex      | Moto2     | 2014, 2016, 2017, 2018, 2019, 2021, 2022, 2023 |
| 6     | KTM        | Moto3     | 2013, 2014, 2016, 2019, 2022, 2023             |